# Дубенська селищна рада
Ду́бенська селищна рада (рос. Дубенский поселковый совет) — сільське поселення у складі Біляєвського району Оренбурзької області Росії.
Адміністративний центр та єдиний населений пункт — селище Дубенський.

## Населення
Населення — 369 осіб (2019; 430 в 2010, 490 у 2002).